# Zone hadale
La zone hadale (du dieu grec Hadès, maître des Enfers), ou zone hadopélagique,, correspond aux fosses océaniques de subduction.

## Situation
Les cartes bathymétriques ou « cartes marines », distinguent usuellement cinq zones. Chacune de ces zones correspond à des structures géomorphologiques bien précises de l'océan.
- la zone littorale, de 0 m à −200 m de profondeur, correspond aux plateaux continentaux, c'est-à-dire aux bordures des continents, qui sont très généralement en pentes douces ;
- la zone bathyale, de −200 m à −2 000 m, correspond aux talus continentaux, dont les pentes sont plus prononcées que celles des plateaux continentaux. La zone bathyale correspond aussi aux tours des îles et aux monts sous-marins ;
- la zone bathypélagique de -1000 m à -4000 m on y trouve des baudroies abyssales et des chimères.
- la zone abyssale, de −2 000 m à −6 000 m, correspond au plancher océanique, dont la moyenne de profondeur se situe autour de −4 500 m ;
- la zone hadale, de −6 000 m  à plus de −10 900 m, correspond aux fosses océaniques de subduction.

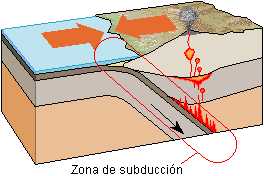
Schéma simplifié d'une zone de subduction.
Coupe transversale de la fosse des Mariannes, illustrant les structures principales et les caractéristiques.

On compte un total de quarante-six zones hadales dans le monde, dont trente-trois fosses ; au moins cinq de ces fosses océaniques dépassent les 10 km de profondeur (Mariannes, Tonga, Kuril-Kamchatka, Philippines, Kermadec). La plus profonde connue est la fosse des Mariannes dans l'océan Pacifique, dont le point le plus bas se situe selon les relevés entre un peu moins de −10 900 mètres (Challenger Deep) et un peu plus de −11 000 mètres.

## Faune
La zone hadale constitue moins de 0,2 % de la surface des océans, mais 45 % de sa profondeur totale. Elle forme un patchwork discontinu, alors que la zone abyssale est caractérisée par une grande homogénéité et continuité (il s'agit du biome le plus vaste et le plus homogène au monde). La faune connaît donc une diversité assez importante d'une fosse à l'autre, alors que la faune abyssale qui les entoure est moins variable.
L'adjectif hadal s'applique aux espèces extrêmophiles vivant à une profondeur supérieure à 6 000 mètres. Cette faune est principalement constituée de quelques filtreurs (notamment des éponges, coraux d'eau profonde, crinoïdes), mais surtout de détritivores extrêmes, comme des échinodermes et en particulier des holothuries. Les espèces de cet étage sont encore peu connues et beaucoup d'endroits restent à explorer.
Une étude de 2017 montre que la zone hadale est fortement contaminée par les polluants organiques persistants issus de l'activité humaine. Sur trois espèces de petits crustacés amphipodes, Hirondellea dubia, Hirondellea gigas et Bathycallisoma schellenbergi, prélevés dans la fosse des Mariannes et dans celle des Kermadec, des taux de PCB extrêmement élevés ont été analysés (entre autres polluants). Ces taux sont comparables à ceux observables dans les zones les plus polluées par l'industrie humaine, comme la baie de Suruga au Japon, ou la baie de Seine en France d'après l'écotoxicologue François Galgani.